# Mokrzyca Mała
Mokrzyca Mała (niem. Klein Mokratz) – wieś w północno-zachodniej Polsce, położona w województwie zachodniopomorskim, w powiecie kamieńskim, w gminie Wolin.

## Położenie
Miejscowość leży przy lokalnej drodze, między Wolinem a Mokrzycą Wielką, około 1,3 km na północny zachód od Wolina.
Około jednego kilometra w kierunku Mokrzycy Wielkiej znajduje się przystanek kolejowy Mokrzyca Wielka, skąd jeżdżą pociągi do Szczecina oraz Świnoujścia.

## Historia
Początki osadnictwa na terenie i w okolicy wsi pochodzą z IX–XII wieku. Wówczas istniały tu trzy otwarte osady. Pierwsza wzmianka o wsi pochodzi z 1301 roku kiedy to kronikarze wymieniają należącą w tym czasie do miasta Wolina wieś Parum Mokriz. Przez cały okres swojego istnienia była własnością miasta Wolina. W 1889 roku utworzono tu majątek folwarczny, którego dzierżawcą była rodzina Adlich. W tym czasie wieś liczyła 21 domów mieszkalnych, spośród, których 5 należało do miasta Wolin i 24 budynki gospodarcze, z czego 9 było własnością Wolina oraz dwór z budynkami gospodarczymi, dwa wiatraki i szkoła. Głównym zajęciem mieszkańców była hodowla i uprawa roli w systemie płodozmianu oraz drobne rybołówstwo w okolicznych kanałach.
W latach 1946–1998 miejscowość administracyjnie należała do województwa szczecińskiego.

## Zabytki
- zespół dworski, nr rej.: A-661z 27.10.1982 i z 8.02.2011 :-dwór, pocz. XIX, pocz. XX-park, XIX

## Edukacja
Dzieci z Mokrzycy uczą się w szkole podstawowej w Dargobądzu, Ładzinie lub Wolinie.